# NGC 4307
NGC 4307 је спирална галаксија у сазвежђу Девица која се налази на NGC листи објеката дубоког неба.
Деклинација објекта је + 9° 2' 31" а ректасцензија 12h 22m 5,2s. Привидна величина (магнитуда) објекта NGC 4307 износи 12,1 а фотографска магнитуда 12,9. Налази се на удаљености од 16,8000 милиона парсека од Сунца. NGC 4307 је још познат и под ознакама UGC 7431, MCG 2-32-12A, CGCG 70-29, VCC 524, IRAS 12195+0919, PGC 40033.